# エディト・パイネマン

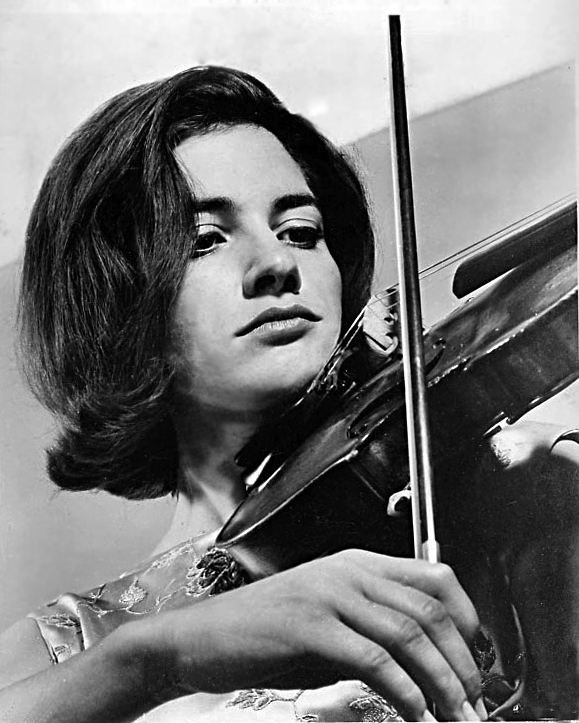
エディト・パイネマン (1960年代)

エディト・パイネマン（Edith Peinemann, 1937年3月3日 - 2023年2月24日）は、ドイツ生まれのヴァイオリニスト。

## 来歴
マインツ生まれ。マインツのオーケストラのコンサートマスターだった父親から音楽の手ほどきを受けたあと、ハインツ・シュタンスケとマックス・ロスタルに師事。
1953年のミュンヘン国際音楽コンクールで入賞し、さらに1956年にミュンヘンの放送局が主催した国際コンクールで優勝したことで、国際的な演奏活動を開始することとなった。1964年には、ニューヨークのカーネギー・ホールでジョージ・セルと共にベートーヴェンのヴァイオリン協奏曲を演奏してアメリカ・デビューを飾った。1976年からフランクフルト音楽院のヴァイオリン科の教授となり、クリーヴランド音楽院やインディアナ大学、ルツェルン音楽院などでも教授活動を行った。
2005年からESTA（ヨーロッパ弦楽器教育者協会）の責任者を務めている。